# 福井循環器病院
医療法人 福井心臓血圧センター 福井循環器病院（いりょうほうじん ふくいしんぞうけつあつセンター ふくいじゅんかんきびょういん）は、福井県福井市にある医療機関。急患を含む循環器疾患を専門に取り扱う病院である。

## 沿革
- 1966年開院
- 1972年呼吸器科開設
- 1973年リハビリテーション科開設
- 1986年消化器科開設
- 1996年眼科開設
- 2009年地域医療支援病院認定

## 診療科目
- 循環器内科
- 心臓血管外科
- 消化器外科
- 呼吸器内科
- 内科
- 内分泌内科
- 外科
- 小児外科
- 小児科
- 眼科
- 脳神経外科
- 麻酔科
- リハビリテーション科

## 近隣の医療機関
- 国立病院機構あわら病院（あわら市）
- 春江病院（坂井市）
- 福井大学医学部附属病院（永平寺町）
- 福井県立病院（福井市）
- 福井愛育病院（福井市）
- 福井赤十字病院（福井市）
- 福井県済生会病院（福井市）

## 交通アクセス
- えちぜん鉄道勝山永平寺線 越前新保駅より約400 m。